# Mick Wall
Mick Wall (* 23. června 1958) je britský hudební kritik, rozhlasový a televizní moderátor a spisovatel. Svou kariéru zahájil v roce 1977 pro časopis Sounds. V roce 1983 začal psát pro Kerrang!. Později se prosadil jako autor biografií mnoha rockových umělců, jako jsou Ozzy Osbourne, Status Quo, Led Zeppelin, Iron Maiden, Guns N' Roses nebo Metallica.